# Einhandflöte

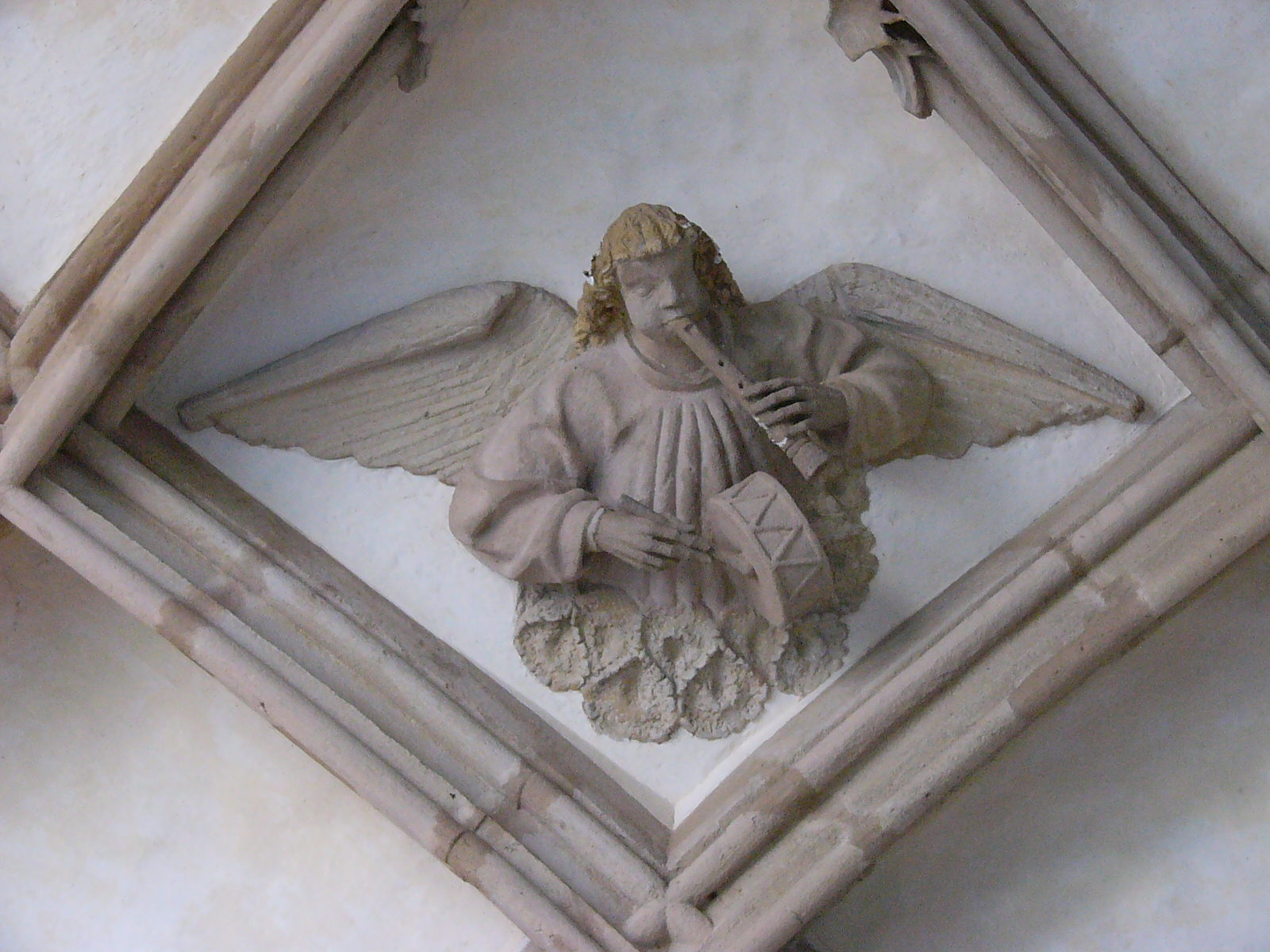
Engel mit Einhandflöte und Tabor im Kloster Himmelkron

Die Einhandflöte ist eine Längsflöte, die von den Fingern nur einer Hand gespielt wird. Die Finger der anderen Hand sind damit frei zum Spielen eines Rhythmusinstruments, im Normalfall einer Trommel, in den Pyrenäen oft auch eines tambourin à cordes.
Die Tonerzeugung entspricht der bei der Blockflöte und anderen Schnabelflöten. Die Einhandflöte wird entweder nur mit Daumen, Zeige- und Mittelfinger gespielt, und nutzt dann nur die Obertöne ab der Oktave aufwärts. Die drei Fingerlöcher dienen wie die Ventile der Trompete, um die Lücken zwischen den Naturtönen auszufüllen.
Die zweite Spielart ist mit allen fünf Fingern der Hand. Dabei liegen die Grifflöcher für den Daumen und den kleinen Finger hinten (basal), die anderen vorne (distal) auf der Flöte. Diese Art Flöte nutzt die Grund- und zweite Oktave und ist nur in Katalonien verbreitet (Flabiol), alle anderen westeuropäischen Verbreitungsgebiete – Südspanien (Gaita charra), Aragón (Chiflo, Gaita), Baskenland (Txistu, Xirula), Südfrankreich (Galoubet), England (Tabor-pipe) – haben die Drei-Finger-Variante.

## Flabiol

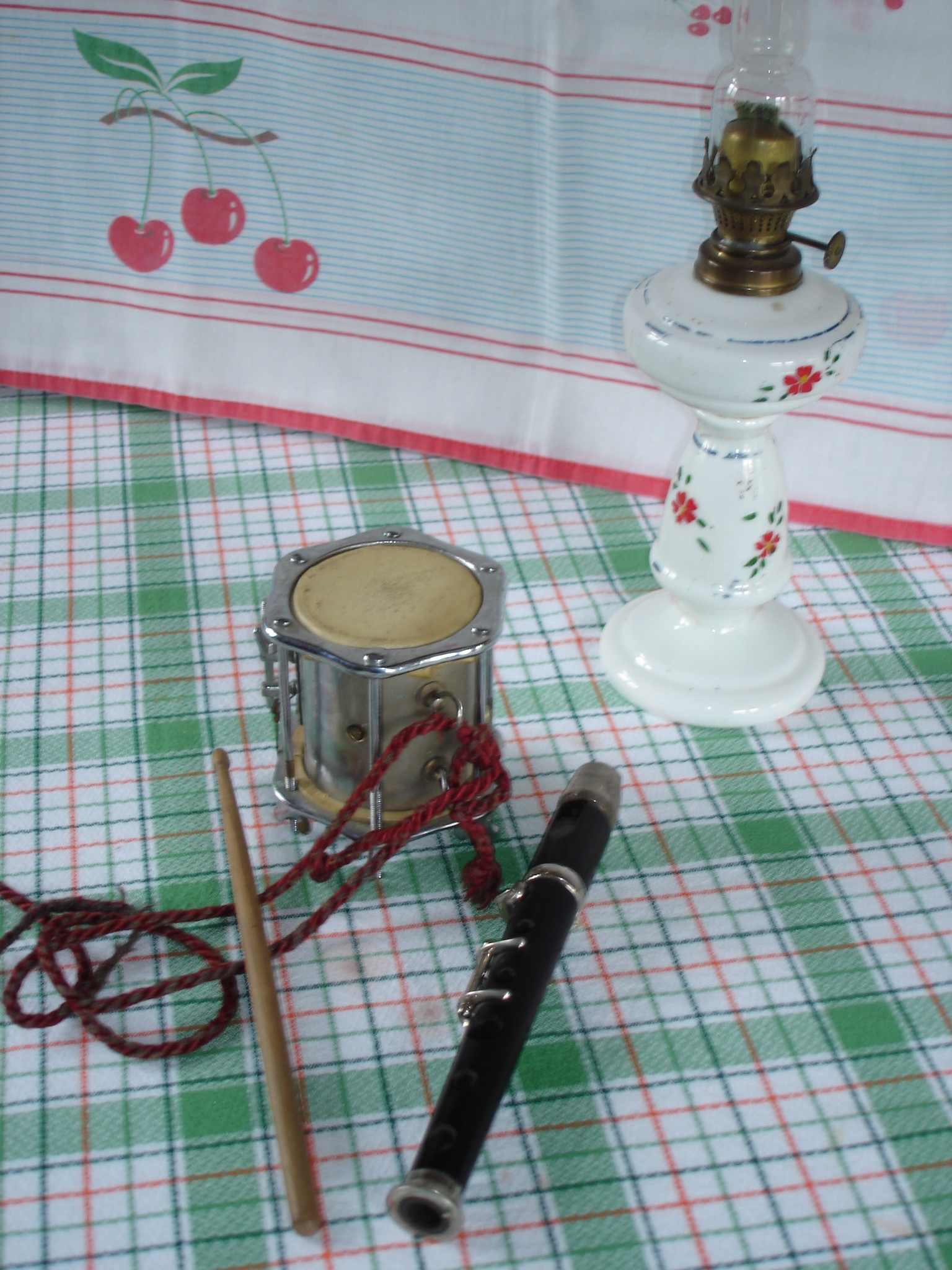
Katalanisches Flabiol (rechts) zusammen mit einem Tamborí (links)

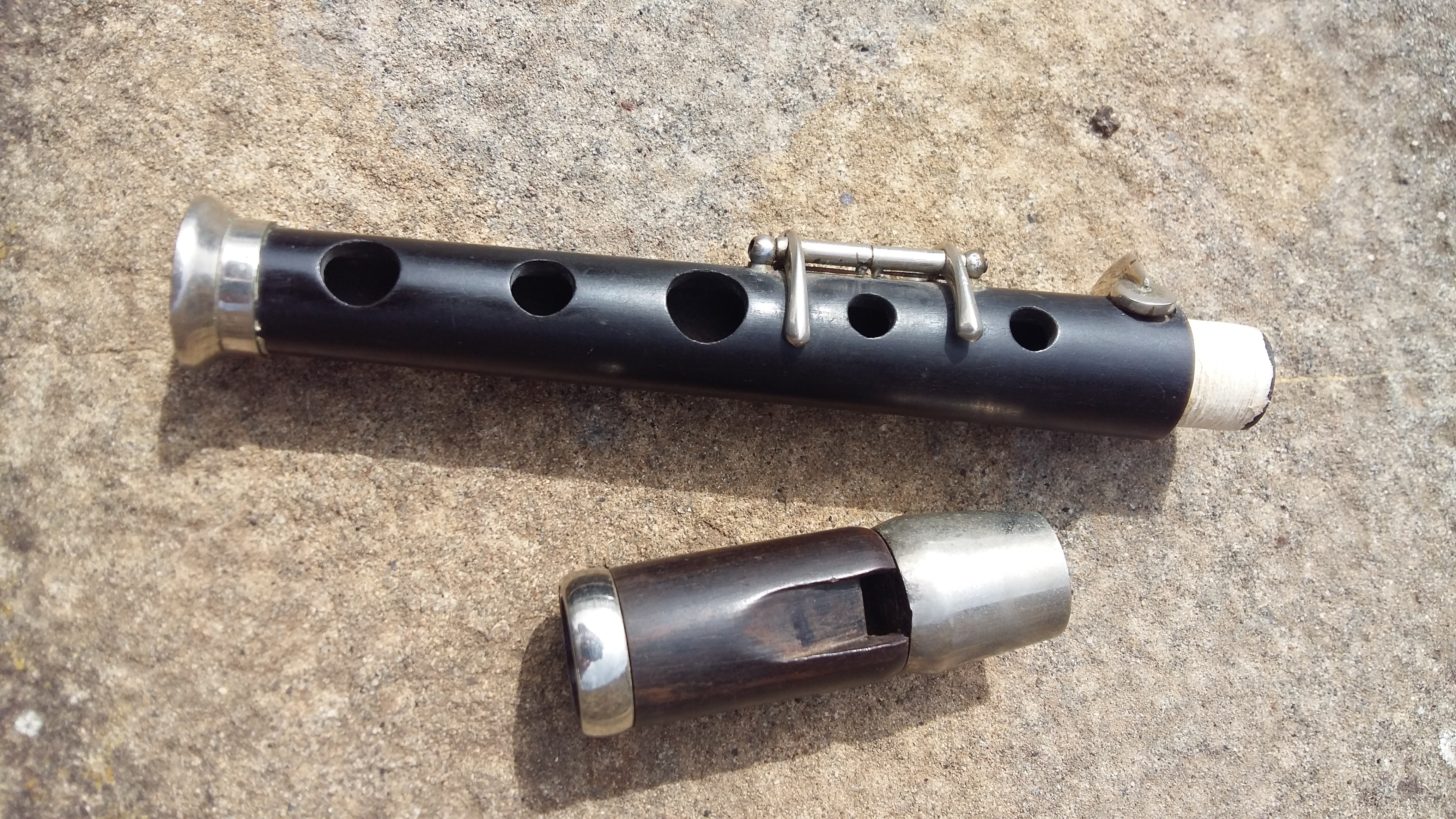
Katalanisches Flabiol (Mundstück und Rohr, jeweils Oberseite)

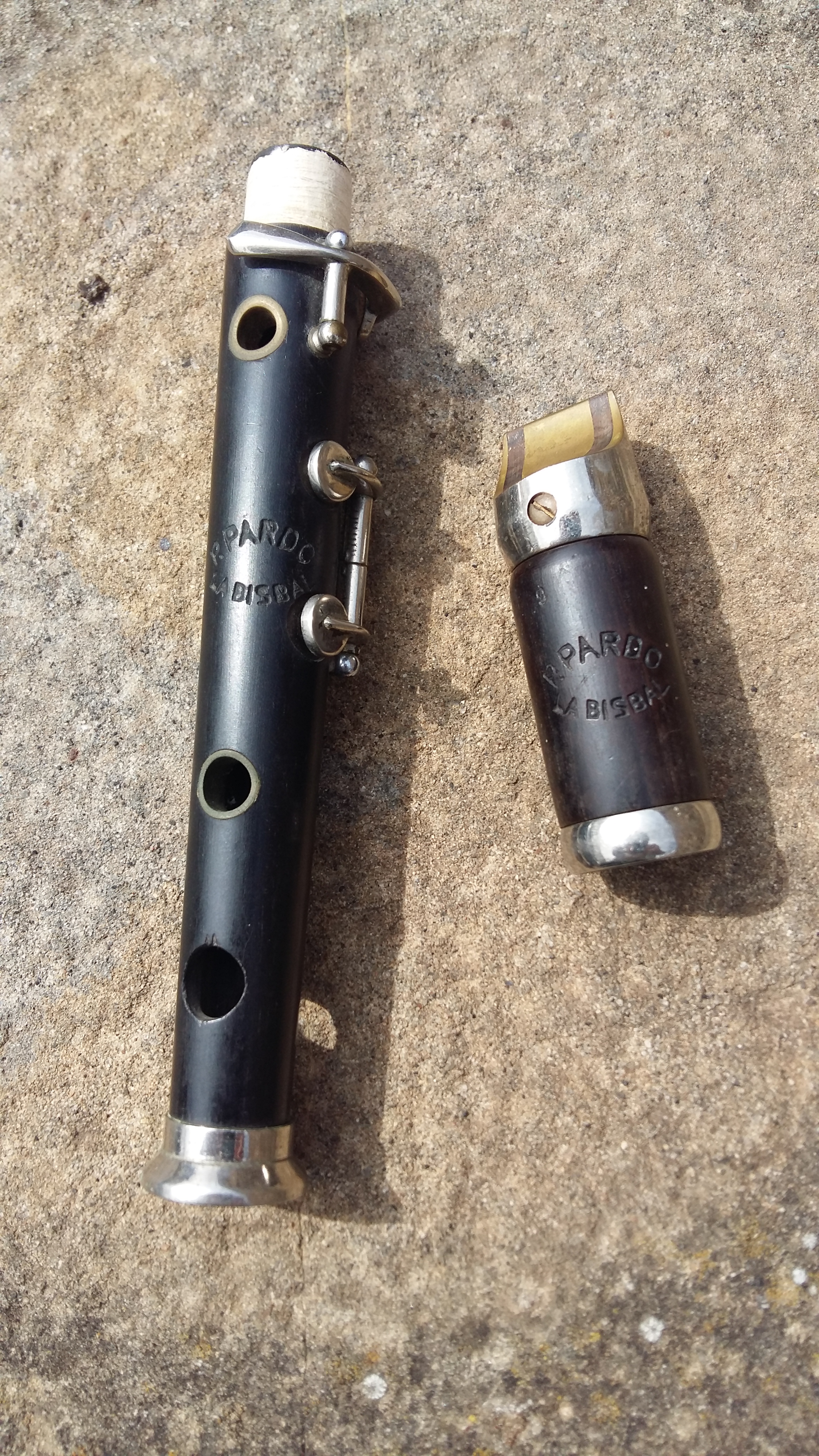
Katalanisches Flabiol (Mundstück und Rohr, jeweils Unterseite)

Das katalanische Flabiol (in der gesprochenen Sprache auch fluviol) stammt wahrscheinlich vom französischen Flageolett ab. In alten Zeiten verwendeten Hirten und umherziehende Spiel- und Fahrensleute Flabiols, die aus Rohr oder Buchsbaum gefertigt waren. Heutige Flöten werden aus Ebenholz gefertigt. Das Flabiol hat eine Länge von 22–25 cm. Das ursprüngliche Flabiol wies am basalen Teil zwei Daumenlöcher und vier Fingerlöcher auf der Oberseite auf. Ende des 19. Jahrhunderts wurde die Anzahl der Löcher auf drei basal und fünf oberseits erhöht. Zusätzlich wurde die Flöte mit einer Klappenmechanik zur Erzeugung von Halbtönen ausgestattet. Das Flabiol ist in F-Dur gestimmt. Es klingt elf Töne höher als es in der Notation erscheint. Sein Tonumfang umfasst zwei Oktaven vom e3 bis zum e5. Der Ton wird durch das Öffnen und Schließen der Klappen erzeugt. Chromatische Halbtöne werden durch partielles Schließen der Löcher erreicht.
In der Besetzung der Cobla, auch Sardana-Orchester genannt, ist das Flabiol einfach vertreten. Der Spieler spielt das Flabiol mit der linken und gleichzeitig ein Rhythmusinstrument, das Tamborí (auch Tambal genannt), mit der rechten Hand. Diese Spielmannspraxis war noch im 13. Jahrhundert europaweit verbreitet. Heute findet sich diese Spielart nur noch in dem Rückzugsgebiet am Fuße der Pyrenäen in Katalonien und im Baskenland. Das Flabiol wird immer für die Einleitung und den Kontrapunkt (eine Zwischeneinleitung) der Sardana verwendet. Wenn auch das Flabiol in der Cobla keine führende Rolle einnimmt, so haben doch manche Sardana-Komponisten in ihren Werken kleine Flabiol-Stücke oder Solopassagen vorgesehen.
Die katalanische Redewendung „anar darrera d'algú amb un flabiol sonant“ weist auf den scharfen, durchdringenden Ton des Instrumentes hin, der jede sprachliche Kommunikation erschwert.